# تيري ماكغافرن (ملاكم)
تيري ماكغافرن (بالإنجليزية: Terry McGovern)‏ مواليد 09 مارس 1880 في جونستاون - الوفاة 22 فبراير 1918، كان ملاكم أمريكي سابق صنّف ضمن فئة الوزن الخفيف.

## إحصائيات
خاض خلال مسيرته 80 نزالا، فاز في 65 وتعادل في 8 وخسر في 6. فاز بالضربة القاضية في 44 نزالا.

## روابط خارجية
- تيري ماكغافرن على موقع IMDb (الإنجليزية)
- تيري ماكغافرن على موقع الموسوعة البريطانية (الإنجليزية)
- تيري ماكغافرن على موقع بوكس ريك (الإنجليزية) (registration required)